# 皇家伯克郡醫院
皇家伯克郡醫院（Royal Berkshire Hospital，RBH）是位於英國伯克郡雷丁London Rd, Reading RG1 5AN的一家大型國民保健署醫院。
它為伯克郡西部和中部的居民提供急症醫療服務，由皇家伯克郡NHS信託基金管理。
皇家伯克郡醫院提供大約813張住院病床（627張急診病床、66張兒科病床和120張產科病床），以及204個日間病床和床位。為此，它僱用了5000多名員工，年度預算為2.28億英鎊。